# The New York City Jazz Record
The New York City Jazz Record ist ein US-amerikanisches Jazz-Magazin.
The New York City Jazz Record ging aus der seit 2002 bestehenden Zeitschrift All About Jazz-New York  hervor, die im März 2011 ihren Namen änderte. Herausgeber sind Laurence Donohue-Greene (Managing Editor) und  Andrey Henkin (Production Manager). All About Jazz-New York stand als kostenloses monatlich erscheinende Publikation in Verbindung mit der Website All About Jazz.
Schwerpunkte der Online-Publikation sind Plattenbesprechungen und ein Veranstaltungskalender für New York City und seine fast 200 Veranstaltungsorte für Jazzmusik.